# Bầu cử lập pháp Áo 2013
Cuộc bầu cử lập pháp Áo lần thứ 25 được tổ chức vào ngày 29 tháng 9 năm 2013 statt. Đây là lần thứ hai được bầu cho một quốc hội có hạn kỳ là 5 năm, và người được đi bầu khi đến tuổi 16.

## Kết quả
|                                      |                                      |           |       |       |     |     |
| Đảng                                 | Đảng                                 | Phiếu bầu | %     | +/−   | Ghế | +/− |
|                                      | Đảng Dân chủ Xã hội Áo (SPÖ)         | 1,258,605 | 26.82 | −2.44 | 52  | −5  |
|                                      | Đảng Nhân dân Áo (ÖVP)               | 1,125,876 | 23.99 | −1.99 | 47  | −4  |
|                                      | Đảng Tự do Áo (FPÖ)                  | 962,313   | 20.51 | +2.97 | 40  | +6  |
|                                      | Xanh – Xanh Thay đổi (GRÜNE)         | 582,657   | 12.42 | +1.99 | 24  | +4  |
|                                      | Team Stronach (FRANK)                | 268,679   | 5.73  | Mới   | 11  | Mới |
|                                      | NEOS – Nước Áo mới (NEOS)            | 232,946   | 4.96  | Mới   | 9   | Mới |
|                                      |                                      |           |       |       |     |     |
|                                      | Liên minh vì Tương lai Áo (BZÖ)      | 165,746   | 3.53  | –7.17 | 0   | –21 |
|                                      | Đảng Cộng sản Áo (KPÖ)               | 48,175    | 1.03  | +0.27 | 0   | ±0  |
|                                      | Đảng Cướp biển Áo (PIRAT)            | 36,265    | 0.77  | Mới   | 0   | Mới |
|                                      | Đảng Cơ đốc Áo (CPÖ)                 | 6,647     | 0.14  | –0.50 | 0   | ±0  |
|                                      | Der Wandel (WANDL)                   | 3,051     | 0.07  | Mới   | 0   | Mới |
|                                      | Đảng Cánh tả Xã hội chủ nghĩa (SLP)  | 947       | 0.02  | Mới   | 0   | Mới |
|                                      | Đảng EU Exit (EUAUS)                 | 510       | 0.01  | Mới   | 0   | Mới |
|                                      | Đảng Nam giới (M)                    | 490       | 0.01  | Mới   | 0   | Mới |
| Phiếu bầu không hợp lệ/trống         | Phiếu bầu không hợp lệ/trống         | 89,503    | –     | –     | –   | –   |
| Tổng cộng                            | Tổng cộng                            | 4,782,410 | 100   | –     | 183 | 0   |
| Cử tri đã đăng ký/cử tri đi bỏ phiếu | Cử tri đã đăng ký/cử tri đi bỏ phiếu | 6,384,308 | 74.91 | –3.90 | –   | –   |
| Nguồn: Austrian Interior Ministry    |                                      |           |       |       |     |     |

| \| Bình chọn phổ biến \| Bình chọn phổ biến \| Bình chọn phổ biến \| Bình chọn phổ biến \| Bình chọn phổ biến \| \| ------------------ \| ------------------ \| ------------------ \| ------------------ \| ------------------ \| \| \| \| \| \| \| \| SPÖ \| SPÖ \| \| 26.82% \| 26.82% \| \| ÖVP \| ÖVP \| \| 23.99% \| 23.99% \| \| FPÖ \| FPÖ \| \| 20.51% \| 20.51% \| \| GRÜNE \| GRÜNE \| \| 12.42% \| 12.42% \| \| STRONACH \| STRONACH \| \| 5.73% \| 5.73% \| \| NEOS \| NEOS \| \| 4.96% \| 4.96% \| \| BZÖ \| BZÖ \| \| 3.53% \| 3.53% \| \| KPÖ \| KPÖ \| \| 1.03% \| 1.03% \| \| PPÖ \| PPÖ \| \| 0.77% \| 0.77% \| \| Other \| Other \| \| 0.25% \| 0.25% \| |          |  |        |        |
| Bình chọn phổ biến |          |  |        |        |
| |          |  |        |        |
| SPÖ | SPÖ      |  | 26.82% | 26.82% |
| ÖVP | ÖVP      |  | 23.99% | 23.99% |
| FPÖ | FPÖ      |  | 20.51% | 20.51% |
| GRÜNE | GRÜNE    |  | 12.42% | 12.42% |
| STRONACH | STRONACH |  | 5.73%  | 5.73%  |
| NEOS | NEOS     |  | 4.96%  | 4.96%  |
| BZÖ | BZÖ      |  | 3.53%  | 3.53%  |
| KPÖ | KPÖ      |  | 1.03%  | 1.03%  |
| PPÖ | PPÖ      |  | 0.77%  | 0.77%  |
| Other | Other    |  | 0.25%  | 0.25%  |

| \| Ghế Hội đồng Quốc gia \| Ghế Hội đồng Quốc gia \| Ghế Hội đồng Quốc gia \| Ghế Hội đồng Quốc gia \| Ghế Hội đồng Quốc gia \| \| --------------------- \| --------------------- \| --------------------- \| --------------------- \| --------------------- \| \| \| \| \| \| \| \| SPÖ \| SPÖ \| \| 28.42% \| 28.42% \| \| ÖVP \| ÖVP \| \| 25.68% \| 25.68% \| \| FPÖ \| FPÖ \| \| 21.86% \| 21.86% \| \| GRÜNE \| GRÜNE \| \| 13.11% \| 13.11% \| \| STRONACH \| STRONACH \| \| 6.01% \| 6.01% \| \| NEOS \| NEOS \| \| 4.92% \| 4.92% \| |          |  |        |        |
| Ghế Hội đồng Quốc gia |          |  |        |        |
| |          |  |        |        |
| SPÖ | SPÖ      |  | 28.42% | 28.42% |
| ÖVP | ÖVP      |  | 25.68% | 25.68% |
| FPÖ | FPÖ      |  | 21.86% | 21.86% |
| GRÜNE | GRÜNE    |  | 13.11% | 13.11% |
| STRONACH | STRONACH |  | 6.01%  | 6.01%  |
| NEOS | NEOS     |  | 4.92%  | 4.92%  |